# Хосе Антоніо Санчес де Луна
Хосе Антоніо Санчес де Луна (ісп. José Antonio Sánchez de Luna; нар. 18 жовтня 1984) — колишній іспанський тенісист.
Найвищу одиночну позицію світового рейтингу — 246 місце досяг 7 липня  2008 року.

## Фінали турнірів ATP

### Титули (6)
| Легенда               |
| Серія ITF Ф'ючерс (6) |

| Ранг | Дата       | Турнір                    | Покриття | Суперник                 | Рахунок                  |
| 1.   | 28.07.2003 | Іспанія F16, Іспанія      | Ґрунт    | Руї Мачадо               | 6–3, 6–2                 |
| 2.   | 26.04.2004 | Італія F5, Італія         | Ґрунт    | Стів Дарсі               | 6–3, 6–7(6–8), 7–6(10–8) |
| 3.   | 03.05.2004 | Італія F6, Італія         | Ґрунт    | Андрес Дельяторре        | 6–2, 4–6, 3–6            |
| 4.   | 01.08.2005 | Іспанія F18, Іспанія      | Ґрунт    | Огюстен Гансс            | 5–7, 2–6                 |
| 5.   | 22.08.2005 | Іспанія F21, Іспанія      | Ґрунт    | Хосе Чека-Кальво         | 6–7(5–7), 6–4, 6–7(6–8)  |
| 6.   | 13.02.2006 | Іспанія F6, Іспанія       | Ґрунт    | Віктор Крівой            | 2–6, 4–6                 |
| 7.   | 22.05.2006 | Італія F15, Італія        | Ґрунт    | Мелвін оп дер Гейде      | 7–6(7–2), 6–0            |
| 8.   | 02.07.2007 | Іспанія F25, Іспанія      | Ґрунт    | Пере Ріба                | 4–6, 6–3, 7–5            |
| 9.   | 20.08.2007 | Іспанія F32, Іспанія      | Ґрунт    | Мігель Анхель Лопес Хаен | 4–6, 6–2, 4–6            |
| 10.  | 08.10.2007 | Португалія F5, Португалія | Ґрунт    | Крістіан Вільяґран       | 6–3, 6–2                 |
| 11.  | 20.04.2009 | Іспанія F13, Іспанія      | Ґрунт    | Ігнасіо Коль-Рюдаветс    | 6–7(6–7), 5–7            |
| 12.  | 27.04.2009 | Іспанія F14, Іспанія      | Ґрунт    | Адам Хадай               | 6–4, 6–3                 |
| 13.  | 04.05.2009 | Іспанія F15, Іспанія      | Ґрунт    | Альберт Рамос-Віньйолас  | 2–6, 6–3, 4–6            |